# La Fragile Armada
Pour plus de détails, voir Fiche technique et Distribution.
La Fragile Armada est un film français réalisé en 2002 par Jacques Kébadian et Joani Hocquenghem, sorti en 2004.

## Fiche technique
- Titre : La Fragile Armada
- Réalisation :  Jacques Kébadian et Joani Hocquenghem
- Scénario :  Joani Hocquenghem et Jacques Kébadian
- Photographie : Jacques Kébadian et Camille Ponsin
- Son : Jacques Kébadian et Camille Ponsin
- Mixage : Baptiste Houssin
- Montage : Jacques Kébadian et Isabelle Ouzounian
- Production : Play Film
- Pays :  France
- Genre : documentaire
- Durée : 110 minutes
- Dates de sortie : France - mai 2004 (Festival de Cannes) ; 16 novembre 2005

## Sélection
- Festival de Cannes 2004 (programmation de l'ACID)[1]